# 星ノ谷しずく
星ノ谷 しずく（ほしのや しずく、5月17日 - ）は、日本の女性声優。神奈川県出身。クレイジーボックス所属。

## 略歴
日本ナレーション演技研究所出身。2019年、クレイジーボックスに所属。
2020年2月21日、BSフジ『ギルドフレンズ〜世界へ？本気です！〜』の声優ユニット「ギルドロップス」に2期生として加入。メンバーカラーは赤色、テイストはストロベリーである。2021年9月30日付でグループを卒業。

## 人物
趣味として人間観察、ジェルネイルアート、クイックルワイパー掛け、特技として歌唱、着物の着付けをそれぞれ挙げている。

## 出演
太字はメインキャラクター。

### テレビアニメ
2020年
- まえせつ!（船越はるな）
- 神達に拾われた男（2020年 - 2023年、フィーナ） - 2シリーズ

2021年
- WIXOSS DIVA(A)LIVE（温故昭乃 / アキノ）
- 恋と呼ぶには気持ち悪い（女性）
- 精霊幻想記（エリーゼ）
- プラオレ!〜PRIDE OF ORANGE〜（獅子内湊）

2023年
- 自動販売機に生まれ変わった俺は迷宮を彷徨う（2023年 - 2025年、スオリ） - 2シリーズ
- 夢見る男子は現実主義者（女子生徒A、女子生徒、五十川薫子、中田恭子）

2025年
- クラスの大嫌いな女子と結婚することになった。（女子生徒B、明星空）

### 劇場アニメ
- 劇場版 きんいろモザイク Thank You!!（2021年、女子生徒）

### Webアニメ
- iichiko story（2022年、ウェイトレス[16]）

### ゲーム
- アリス・ギア・アイギス（2021年 - 2024年、在賀奈々[17]）
- プラオレ!〜SMILE PRINCESS〜（2022年、獅子内湊）
- Tokyo 7th シスターズ（2022年、一ノ瀬マイ[18][19]）
- ウィクロスマルチバース（2022年、アキノ[20]）
- 逆転オセロニア（2025年、エルシーア）

### ドラマCD
- 妖怪学校の先生はじめました!（2021年、マンドラゴラ[21]）

### ラジオ
※はインターネット配信。
- RADIO WIXOSS DIVA(A)LIVE（2020年 - 2021年、音泉※）[22]

### テレビ番組
- ＜ジャパコンProject＞『ギルドフレンズ〜世界へ？本気です！〜』（2020年 - 、BSフジ） - ギルドロップスとして出演[1]

### 映像商品
- Tokyo 7th シスターズ Live Tokyo-7th FESTIVAL in Ryogoku Kokugikan（2022年11月）[23]

## ディスコグラフィ

### キャラクターソング
| 発売日        | 商品名                                     | 歌        | 楽曲                                               | 備考                                                 |
| ------------- | ------------------------------------------ | --------- | -------------------------------------------------- | ---------------------------------------------------- |
| 2021年6月26日 | WIXOSS DIVA(A)LIVE BD第1巻特典CD           | No Limit  | 「D-(A)LIVE!!」                                    | テレビアニメ『WIXOSS DIVA(A)LIVE』オープニングテーマ |
| 2021年7月31日 | WIXOSS DIVA(A)LIVE BD第2巻特典CD           | No Limit  | 「GLORY GROW」                                     | テレビアニメ『WIXOSS DIVA(A)LIVE』エンディングテーマ |
| 2022年8月23日 | Starlight☆Asterism!!!/Reach for the Meteor | Asterline | 「Starlight☆Asterism!!!」 「Reach for the Meteor」 | ゲーム『Tokyo 7th シスターズ』関連曲                 |
| 2023年2月14日 | Startrail                                  | Asterline | 「Magic hour」 「SERENDIPITY」 「Time Machine」    | ゲーム『Tokyo 7th シスターズ』関連曲                 |